# راتليف بون
راتليف بون (بالإنجليزية: Ratliff Boon) (و. 1781 – 1844 م) هو سياسي من الولايات المتحدة الأمريكية ولد في مقاطعة فرانكلن (كارولاينا الشمالية).